# Troika europea
La Troika (del ruso тройка, tríada) es como se conocía en la jerga comunitaria a la especie de triunvirato que representaba a la UE en las relaciones exteriores, particularmente en lo concerniente a la política exterior y de seguridad común (PESC).
En la actualidad cuando se habla de 'troika' (sobre todo en los medios de información) se hace referencia a un grupo de decisión formado por la Comisión Europea (CE), el Banco Central Europeo (BCE) y el Fondo Monetario Internacional (FMI).

## Historia
Desde el Tratado de Ámsterdam, la Presidencia del Consejo, el Alto Representante del Consejo para la Política Exterior y de Seguridad Común, y la Comisión han sido la «troika», para representar de forma conjunta la Unión Europea en las relaciones exteriores. Hasta 1987 la troika era liderada por el país que tenía la Presidencia de la Unión Europea.
Con la entrada en vigor del Tratado de Lisboa, la máxima representación exterior corresponde a una troika distinta: a nivel de Jefes de Estado y de Gobierno, y en el ámbito de la PESC, la máxima representación corresponde al Presidente del Consejo Europeo (ahora permanente), la del resto de ámbitos de la política exterior al Presidente de la Comisión, y el conjunto de ambas, a nivel ministerial, corresponde al nuevo Alto Representante de la Unión para Asuntos Exteriores y Política de Seguridad.